# كارل روبرت أوستن
كارل روبرت أوستن (بالروسية: Остен-Сакен, Роберт Романович)‏ (و. 1828 – 1906 م) هو أحيائي، ودبلوماسي، وعالم حشرات من الإمبراطورية الروسية . ولد في سانت بطرسبرغ .
توفي في هايدلبرغ، عن عمر يناهز 78 عاماً.